# Martin Braithwaite
Martin Braithwaite (* 5. června 1991 Esbjerg) je dánský profesionální fotbalista guyanského původu, který hraje na pozici útočníka za brazilský tým Gremio (Grêmio Foot-Ball Porto Alegrense) a za dánský národní tým.

## Klubová kariéra

### FC Barcelona
FC Barcelona se v zimě 2020 potýkala s nedostatkem hráčů, několik hráčů se i zranilo, a tak zažádala vedení La Ligy o přestup mimo rámec přestupového období. Vedení přestup umožnilo, zvolený hráč musel ale být na soupisce volných hráčů, nebo být hráčem jiného celku španělské nejvyšší soutěže. Rozhodnutí padlo na Braithwaiteho, který se tak 20. února 2020 stal hráčem Barcelony. První utkání za Barcelonu odehrál 22. února proti Eibaru, když v 72. minutě vystřídal Griezmanna. Do statistik se sice nezapsal, měl ale významný podíl na brankách Messiho a Arthura.

## Reprezentační kariéra
Braithwaite hrál za několik juniorských dánských reprezentací. V létě 2012 dostal díky svému guyanskému původu (po otci) nabídku od guyanské reprezentace. Braithwaite nabídku odmítl a v červnu 2013 odehrál první utkání za dánskou reprezentaci. První gól vstřelil v přátelském utkání proti Polsku. Braithwaite se dostal na soupisku Dánska pro MS 2018. Na mistrovství odehrál všechna 3 utkání v základní skupině C (proti Peru a Austrálii jako náhradník a proti Francii jako člen základní sestavy), gól ale nevstřelil.

### Reprezentační góly
| Gól | Datum        | Soutěž (kolo)             | Zápas                | Skóre (minuta) | Výsledek |
| --- | ------------ | ------------------------- | -------------------- | -------------- | -------- |
| 1   | 14. 8. 2013  | Přátelské utkání          | Polsko – Dánsko      | 1:20(45.)      | 3:2      |
| 2   | 16. 10. 2018 | Přátelské utkání          | Dánsko – Rakousko    | 2:00(90.+3.)   | 2:0      |
| 3   | 16. 11. 2018 | Liga národů (B4, 6.)      | Wales – Dánsko       | 0:20(88.)      | 1:2      |
| 4   | 10. 6. 2019  | Kvalifikace ME 2020 (4.)  | Dánsko – Gruzie      | 5:10(90.+3.)   | 5:1      |
| 5   | 15. 10. 2019 | Přátelské utkání          | Dánsko – Lucembursko | 1:00(13.)      | 4:0      |
| 6   | 15. 11. 2019 | Kvalifikace ME 2020 (9.)  | Dánsko – Gibraltar   | 3:00(51.)      | 6:0      |
| 7   | 18. 11. 2019 | Kvalifikace ME 2020 (10.) | Irsko – Dánsko       | 0:10(73.)      | 1:1      |